# مراحل كارنيجي
مراحل كارنيجي في علم الأجنة هي عبارة عن نظام موحد مكون من 23 مرحلة تستخدم في إعطاء تسلسل زمني لنمو الجنين الفقاري.

## المراحل

### مرحلة 1: 1 يوم
- التخصيب
- الجسم القطبي

### مرحلة 2: 2- 3 أيام
- الانقسام
- مرحلة التوتية
- الانحشار

### مرحلة 3: 4- 5 أيام
- الأريمة والتجويف الأريمي
- الأرومة المغذية وكتلة الخلايا الداخلية

### مرحلة 4: 6 أيام
- الأرومة المغذية المخلوية
- الأديم الظاهر السلوي

### مرحلة 5: 7- 12 يوماً
- انغراس الجنين
- القرص الجنيني
- الأرومة ثنائية الصفائح
- الكيس المحي البدائي
- التجويف السلوي

### مرحلة 6: 17 يوماً
- الشريط البدائي
- الأخدود البدائي
- الزغابات المشيمية
- كيس محي ثانوي

### مرحلة 7: 19 يوماً
- المعيدة
- الصفيحة الظهرية
- بداية تكون الدم
- الحبل الظهري

### مرحلة 8: 23 يوماً
- الحفرة البدائية

### مرحلة 9: 25 يوماً
- الأخدود الظهري
- الطيات الظهرية
- الحاجز المستعرض
- اللوحات العصبية Neurogenic placodes
- بداية تكون القلب

### مرحلة 10: 28 يوماً
- القوس البلعومية Pharyngeal arch #1، #2
- الأديم المتوسط

### مرحلة 11: 29 يوماً
- الجيوب الأنفية الوريدية Sinus venosus
- القناة الولفية Mesonephric duct

### مرحلة 12: 30 يوماً
- البراعم الطرفية العلوية

### مرحلة 13: 32 يوماً
- الحاجز الأول (بالإنجليزية:  Septum primum)‏
- الثقبة الابتدائية بين الأذنين (بالإنجليزية: Primary interatrial foramen)‏

### مرحلة 14: 33 يوماً
- برعم حالبي Ureteric bud

### مرحلة 18: 44 يوماً
- الحاجز الثاني (بالإنجليزية: Septum secundum)‏